# Porcellio ferroi
Porcellio ferroi är en kräftdjursart som beskrevs av Paulian de Felice 1939. Porcellio ferroi ingår i släktet Porcellio och familjen Porcellionidae. Inga underarter finns listade i Catalogue of Life.